# La maison sous les arbres
La maison sous les arbres, titulada La mansión bajo los árboles o La casa bajo los árboles en español, es una película francesa dirigida por René Clément en 1971.

## Sinopsis
Jill y Philippe son una pareja de estadounidenses que con sus dos hijos residen en París. Ya frágil, la pareja es herida en el momento del secuestro de sus hijos por una poderosa y secreta organización. El padre ve resurgir entonces su pasado turbio de agente especial y de espía industrial.

## Reparto
- Faye Dunaway: Jill Halard.
- Frank Langella: Philippe Halard.
- Barbara Parkins: Cynthia.
- Raymond Gérôme: el Comisario Chemeille.
- Maurice Ronet: el Extranjero.
- Karen Blanguernon: Miss Hansen.